# Notalina dwellinga
Notalina dwellinga là một loài Trichoptera trong họ Leptoceridae. Chúng phân bố ở miền Australasia.